# هانك ماكدويل
هانك ماكدويل (بالإنجليزية: Hank McDowell)‏ مواليد 13 نوفمبر 1959 في ممفيس، هو لاعب كرة سلة أمريكي سابق. بدأ مسيرته الاحترافية في سنة 1981. تم اختياره من قبل فريق غولدن ستايت ووريورز خلال الدرافت. يبلغ طوله 6 قدم 9 بوصة (2.1 م). اعتزل اللعب في 1990.

## المسيرة الاحترافية
لعب مع غولدن ستايت ووريورز من سنة 1981 إلى 1983، ثم لعب مع بورتلاند ترايل بلايزرز في موسم 1982–1983، ثم لعب مع لوس أنجلوس كليبرز في موسم 1983–1984، ثم لعب مع هيوستن روكتس من 1984 إلى سنة 1986، ثم لعب مع ميلووكي باكز في سنة 1986.

## روابط خارجية
- هانك ماكدويل على موقع إن بي أي (الإنجليزية)
- هانك ماكدويل على موقع سبورتس رفرنس (الإنجليزية)
- هانك ماكدويل على موقع الدوري الإسباني لكرة السلة (الإسبانية)
- هانك ماكدويل على موقع كلية كرة السلة في سبورتس رفرنس.كوم (الإنجليزية)
- هانك ماكدويل على موقع ريلجم (الإنجليزية)
- هانك ماكدويل على موقع بروبوليرز (الإنجليزية)
- هانك ماكدويل على موقع سبورتس رفرنس (الإنجليزية)